# Digor (Kars)
Digor (en arménien Տեկոր, Tekor) est une ville et un district de la province de Kars dans la région de l'Anatolie orientale en Turquie.